# Trstenci
Trstenci är ett samhälle i Bosnien och Hercegovina.   Det ligger i entiteten Republika Srpska, i den norra delen av landet, 140 km norr om huvudstaden Sarajevo. Trstenci ligger 141 meter över havet och antalet invånare är 678.
Terrängen runt Trstenci är platt åt sydost, men åt nordväst är den kuperad. Närmaste större samhälle är Derventa, 11,7 km sydost om Trstenci. 
Omgivningarna runt Trstenci är en mosaik av jordbruksmark och naturlig växtlighet. Runt Trstenci är det ganska tätbefolkat, med 67 invånare per kvadratkilometer.